# By the Way, I Forgive You
| Совокупная оценка | Совокупная оценка |
| Источник          | Оценка            |
| ----------------- | ----------------- |
| Metacritic        | 74/100            |
| Оценки критиков   |                   |
| Источник          | Оценка            |
| AllMusic          | [ 2 ]             |
| The A.V. Club     | A-                |
| Rolling Stone     | [ 4 ]             |
| Slant Magazine    | [ 5 ]             |

By the Way, I Forgive You — шестой студийный альбом американской кантри-певицы Брэнди М. Карлайл, вышедший 16 февраля 2018 года на лейблах Low Country Sound / Elektra. Продюсерами были Dave Cobb и Shooter Jennings. Диск был номинирован на премию Грэмми в категории Лучший альбом года.

## Об альбоме
Альбом получил положительные отзывы музыкальных критиков и интернет-изданий, AllMusic, Rolling Stone, The A.V. Club, Slant Magazine.
В январе 2025 года альбом включён в список лучших альбомов первой четверти XXI века (номер 130 в списке The 250 Greatest Albums of the 21st Century So Far).

## Список композиций
Слова и музыка всех песен — Brandi Carlile, Phil Hanseroth and Tim Hanseroth except "The Joke", written by Carlile, Dave Cobb, Phil Hanseroth and Tim Hanseroth.
| №                   | Название                      | Длительность |
| ------------------- | ----------------------------- | ------------ |
| 1.                  | «Every Time I Hear That Song» | 4:01         |
| 2.                  | «The Joke»                    | 4:39         |
| 3.                  | «Hold Out Your Hand»          | 4:22         |
| 4.                  | «The Mother»                  | 3:17         |
| 5.                  | «Whatever You Do»             | 4:07         |
| 6.                  | «Fulton County Jane Doe»      | 4:43         |
| 7.                  | «Sugartooth»                  | 4:28         |
| 8.                  | «Most of All»                 | 3:51         |
| 9.                  | «Harder to Forgive»           | 4:06         |
| 10.                 | «Party of One»                | 5:47         |
| Общая длительность: | Общая длительность:           | 43:25        |

## Награды и номинации
7 декабря 2018 года альбом был номинирован на музыкальную премию Грэмми в категории Лучший альбом года.
| Год  | Награда                         | Категория                       | Работа                    | Результат |
| ---- | ------------------------------- | ------------------------------- | ------------------------- | --------- |
| 2018 | Americana Music Honors & Awards | Artist of the Year              | Brandi Carlile            | Номинация |
| 2018 | Americana Music Honors & Awards | Song of the Year                | «The Joke»                | Номинация |
| 2018 | Americana Music Honors & Awards | Album of the Year               | By the Way, I Forgive You | Номинация |
| 2018 | UK Americana Awards             | International Album of the Year | By the Way, I Forgive You | Номинация |
| 2018 | UK Americana Awards             | International Song of the Year  | «The Joke»                | Победа    |
| 2019 | Grammy Awards                   | Лучший альбом года              | By the Way, I Forgive You | Номинация |
| 2019 | Grammy Awards                   | Best Americana Album            | By the Way, I Forgive You | Победа    |
| 2019 | Grammy Awards                   | Запись года                     | «The Joke»                | Номинация |
| 2019 | Grammy Awards                   | Песня года                      | «The Joke»                | Номинация |
| 2019 | Grammy Awards                   | Best American Roots Song        | «The Joke»                | Победа    |
| 2019 | Grammy Awards                   | Best American Roots Performance | «The Joke»                | Победа    |

## Позиции в чартах
| Чарт (2018)                     | Высшая позиция |
| ------------------------------- | -------------- |
| Канада (Canadian Albums Chart)  | 27             |
| Швейцария (Schweizer Hitparade) | 13             |
| Billboard 200                   | 5              |
| США (Billboard Folk Albums)     | 1              |
| США (Billboard Top Rock Albums) | 1              |